# Tođevac
Tođevac (en serbe cyrillique : Тођевац) est un village de Bosnie-Herzégovine. Il est situé dans la municipalité de Foča et dans la république serbe de Bosnie. Selon les premiers résultats du recensement bosnien de 2013, il compte 12 habitants.

## Démographie

### Répartition de la population par nationalités (1991)
En 1991, le village comptait 178 habitants, tous Musulmans (Bosniaques).